# Họ Dơi muỗi
Họ Dơi muỗi (danh pháp: Vespertilionidae) là một họ động vật có vú trong bộ Dơi. Họ này được Gray miêu tả năm 1821.
Hầu như tất cả các loài trong họ này ăn côn trùng, trường hợp ngoại lệ là một số thuộc chi Myotis và Pizonyx ăn cá và các loài Nyctalus lớn hơn bắt những con chim sẻ nhỏ trong khi bay.

## Phân loại
Có bốn phân họ được công nhận:
Họ Vespertilionidae
- Phân họ Vespertilioninae
  - Tông Eptesicini
    - Chi Arielulus
      - Arielulus aureocollaris
      - Arielulus circumdatus
      - Arielulus cuprosus
      - Arielulus societatis
      - Arielulus torquatus

    - Chi Eptesicus
      - Eptesicus andinus
      - Eptesicus bobrinskoi
      - Eptesicus bottae
      - Eptesicus brasiliensis
      - Eptesicus chiriquinus
      - Eptesicus diminutus
      - Eptesicus dimissus
      - Eptesicus floweri
      - Eptesicus furinalis
      - Eptesicus fuscus
      - Eptesicus gobiensis
      - Eptesicus guadeloupensis
      - Eptesicus hottentotus
      - Eptesicus innoxius
      - Eptesicus japonensis
      - Eptesicus kobayashii
      - Eptesicus lobatus
      - Eptesicus lynni
      - Eptesicus nasutus
      - Eptesicus nilssonii
      - Eptesicus pachyotis
      - Eptesicus platyops
      - Eptesicus serotinus
      - Eptesicus taddeii
      - Eptesicus tatei

    - Chi Hesperoptenus
      - Hesperoptenus blanfordi
      - Hesperoptenus doriae
      - Hesperoptenus gaskelli
      - Hesperoptenus tickelli
      - Hesperoptenus tomesi

  - Tông Lasiurini
    - Chi Lasiurus
      - Phân chi Dasypterus
        - Lasiurus ega
        - Lasiurus intermedius
        - Lasiurus insularis
        - Lasiurus xanthinus

      - Phân chi Lasiurus
        - Lasiurus atratus
        - Lasiurus blossevillii
        - Lasiurus borealis
        - Lasiurus brachyotis
        - Lasiurus castaneus
        - Lasiurus cinereus
        - Lasiurus degelidus
        - Lasiurus ebenus
        - Lasiurus egregius
        - Lasiurus minor
        - Lasiurus pfeifferi
        - Lasiurus salinae
        - Lasiurus seminolus
        - Lasiurus varius

  - Tông Nycticeiini
    - Chi Nycticeinops
      - Nycticeinops schlieffeni

    - Chi Nycticeius
      - Nycticeius aenobarbus
      - Nycticeius cubanus
      - Nycticeius humeralis

    - Chi Rhogeessa
      - Rhogeessa aeneus
      - Rhogeessa alleni
      - Rhogeessa genowaysi
      - Rhogeessa gracilis
      - Rhogeessa hussoni
      - Rhogeessa io
      - Rhogeessa minutilla
      - Rhogeessa mira
      - Rhogeessa parvula
      - Rhogeessa tumida
      - Rhogeessa velilla

    - Chi Scoteanax
      - Scoteanax rueppellii

    - Chi Scotoecus
      - Scotoecus albigula
      - Scotoecus albofuscus
      - Scotoecus hindei
      - Scotoecus hirundo
      - Scotoecus pallidus

    - Chi Scotomanes

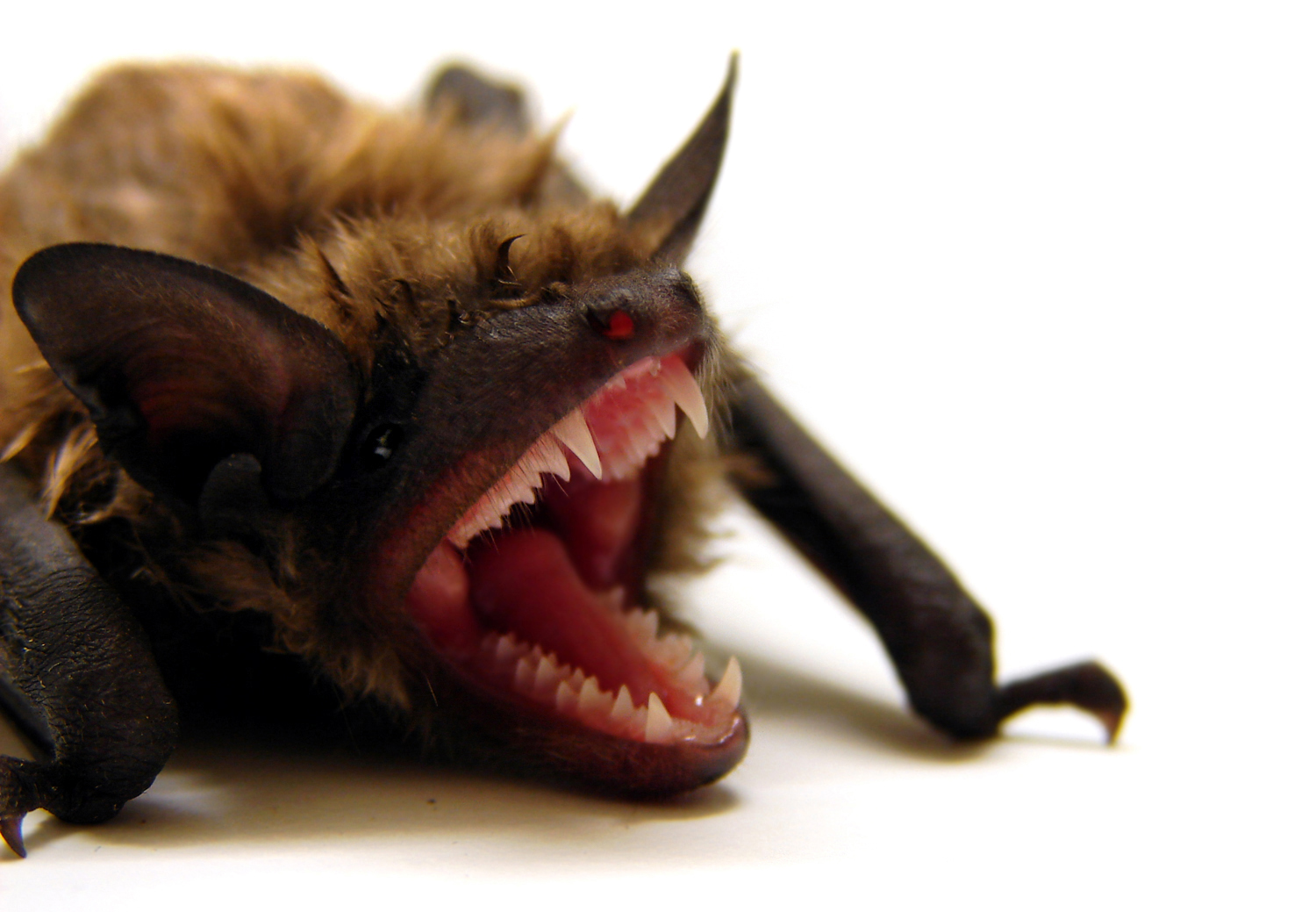
Một con dơi muỗi

      - Scotomanes ornatus: Dơi đốm hoa

    - Chi Scotophilus
      - Scotophilus borbonicus
      - Scotophilus celebensis
      - Scotophilus collinus
      - Scotophilus dinganii
      - Scotophilus heathi
      - Scotophilus kuhlii
      - Scotophilus leucogaster
      - Scotophilus marovaza
      - Scotophilus mhlanganii
      - Scotophilus nigrita
      - Scotophilus nucella
      - Scotophilus nux
      - Scotophilus robustus
      - Scotophilus viridis
      - Scotophilus tandrefana

    - Chi Scotorepens
      - Scotorepens balstoni
      - Scotorepens greyii
      - Scotorepens orion
      - Scotorepens sanborni

  - Tông Nyctophilini
    - Chi Nyctophilus – Dơi tai lớn New Guinean và Australia
      - Nyctophilus arnhemensis
      - Nyctophilus bifax
      - Nyctophilus corbeni
      - Nyctophilus daedalus
      - Nyctophilus geoffroyi
      - Nyctophilus gouldi
      - Nyctophilus heran
      - Nyctophilus howensis
      - Nyctophilus major
      - Nyctophilus microdon
      - Nyctophilus microtis
      - Nyctophilus nebulosus
      - Nyctophilus timoriensis
      - Nyctophilus sherrini
      - Nyctophilus shirleyae
      - Nyctophilus walkeri

    - Chi Pharotis
      - Pharotis imogene

  - Tông Pipistrellini
    - Chi Glischropus
      - Glischropus javanus
      - Glischropus tylopus

    - Chi Nyctalus
      - Nyctalus aviator
      - Nyctalus azoreum
      - Nyctalus furvus
      - Nyctalus lasiopterus
      - Nyctalus leisleri
      - Nyctalus montanus
      - Nyctalus noctula
      - Nyctalus plancyi

    - Chi Parastrellus
      - Parastrellus hesperus

    - Chi Perimyotis
      - Perimyotis subflavus

    - Chi Pipistrellus – Chi Dơi muỗi
      - Pipistrellus abramus
      - Pipistrellus adamsi
      - Pipistrellus aero
      - Pipistrellus angulatus
      - Pipistrellus ceylonicus
      - Pipistrellus collinus
      - Pipistrellus coromandra
      - Pipistrellus deserti
      - Pipistrellus endoi
      - Pipistrellus grandidieri
      - Pipistrellus hanaki
      - Pipistrellus hesperidus
      - Pipistrellus inexspectatus
      - Pipistrellus javanicus
      - Pipistrellus kuhlii
      - Pipistrellus maderensis
      - Pipistrellus minahassae
      - Pipistrellus murrayi (có thể đã tuyệt chủng, lần cuối người ta nhìn thấy tháng 8 năm 2009.)
      - Pipistrellus nanulus
      - Pipistrellus nathusii
      - Pipistrellus papuanus
      - Pipistrellus paterculus
      - Pipistrellus permixtus
      - Pipistrellus pipistrellus
      - Pipistrellus pygmaeus
      - Pipistrellus raceyi
      - Pipistrellus rueppellii
      - Pipistrellus rusticus
      - Pipistrellus stenopterus
      - Pipistrellus sturdeei
      - Pipistrellus tenuis
      - Pipistrellus wattsi
      - Pipistrellus westralis

    - Chi Scotozous
      - Scotozous dormeri

  - Tông Plecotini
    - Chi Barbastella
      - Barbastella barbastellus
      - Barbastella beijingensis
      - Barbastella darjelingensis
      - Barbastella leucomelas

    - Chi Corynorhinus
      - Corynorhinus rafinesquii
      - Corynorhinus mexicanus
      - Corynorhinus townsendii

    - Chi Euderma
      - Euderma maculatum

    - Chi Idionycteris
      - Idionycteris phyllotis

    - Chi Otonycteris
      - Otonycteris hemprichii
      - Otonycteris leucophaea

    - Chi Plecotus
      - Plecotus ariel
      - Plecotus auritus
      - Plecotus austriacus
      - Plecotus balensis
      - Plecotus begognae
      - Plecotus christiei
      - Plecotus gaisleri
      - Plecotus homochrous
      - Plecotus kolombatovici
      - Plecotus kozlovi
      - Plecotus macrobullaris
      - Plecotus ognevi
      - Plecotus sacrimontis
      - Plecotus sardus
      - Plecotus strelkovi
      - Plecotus taivanus
      - Plecotus teneriffae
      - Plecotus turkmenicus
      - Plecotus wardi

  - Tông Vespertilionini
    - Chi Chalinolobus
      - Chalinolobus dwyeri
      - Chalinolobus gouldii
      - Chalinolobus morio
      - Chalinolobus neocaledonicus, sometimes treated as a subspecies của Chalinolobus gouldii
      - Chalinolobus nigrogriseus
      - Chalinolobus picatus
      - Chalinolobus tuberculatus

    - Chi Eudiscopus
      - Eudiscopus denticulus

    - Chi Falsistrellus
      - Falsistrellus affinis
      - Falsistrellus mackenziei
      - Falsistrellus mordax
      - Falsistrellus petersi
      - Falsistrellus tasmaniensis

    - Chi Glauconycteris
      - Glauconycteris alboguttata
      - Glauconycteris argentata
      - Glauconycteris beatrix
      - Glauconycteris curryae
      - Glauconycteris egeria
      - Glauconycteris gleni
      - Glauconycteris humeralis
      - Glauconycteris kenyacola
      - Glauconycteris machadoi
      - Glauconycteris poensis
      - Glauconycteris superba
      - Glauconycteris variegata

    - Chi Histiotus
      - Histiotus alienus
      - Histiotus humboldti
      - Histiotus laephotis
      - Histiotus macrotus
      - Histiotus magellanicus
      - Histiotus montanus
      - Histiotus velatus

    - Chi Hypsugo
      - Hypsugo alaschanicus
      - Hypsugo anchietae
      - Hypsugo anthonyi
      - Hypsugo arabicus
      - Hypsugo ariel
      - Hypsugo bodenheimeri
      - Hypsugo cadornae
      - Hypsugo crassulus
      - Hypsugo eisentrauti
      - Hypsugo imbricatus
      - Hypsugo joffrei
      - Hypsugo kitcheneri
      - Hypsugo lophurus
      - Hypsugo macrotis
      - Hypsugo musciculus
      - Hypsugo pulveratus
      - Hypsugo savii
      - Hypsugo vordermanni

    - Chi Ia
      - Ia io

    - Chi Laephotis
      - Laephotis angolensis
      - Laephotis botswanae
      - Laephotis namibensis
      - Laephotis wintoni

    - Chi Mimetillus
      - Mimetillus moloneyi

    - Chi Neoromicia
      - Neoromicia brunneus
      - Neoromicia capensis
      - Neoromicia flavescens
      - Neoromicia guineensis
      - Neoromicia helios
      - Neoromicia malagasyensis
      - Neoromicia matroka
      - Neoromicia melckorum
      - Neoromicia nanus
      - Neoromicia rendalli
      - Neoromicia robertsi
      - Neoromicia somalicus
      - Neoromicia tenuipinnis
      - Neoromicia zuluensis

    - Chi Philetor
      - Philetor brachypterus

    - Chi Tylonycteris 
      - Tylonycteris pachypus
      - Tylonycteris pygmaeus
      - Tylonycteris robustula

    - Chi Vespadelus
      - Vespadelus baverstocki
      - Vespadelus caurinus
      - Vespadelus darlingtoni
      - Vespadelus douglasorum
      - Vespadelus finlaysoni
      - Vespadelus pumilus
      - Vespadelus regulus
      - Vespadelus troughtoni
      - Vespadelus vulturnus

    - Chi Vespertilio
      - Vespertilio murinus
      - Vespertilio sinensis
- Phân họ Murininae
  -     - Chi Harpiocephalus
    - Harpiocephalus harpia
    - Harpiocephalus mordax

  - Chi Harpiola
    - Harpiola (Murina) grisea
    - Harpiola isodon

  - Chi Murina
    - Murina aenea
    - Murina aurata
    - Murina bicolor
    - Murina cyclotis: Dơi mũi ống tai tròn
    - Murina eleryi
    - Murina florium
    - Murina fusca
    - Murina gracilis
    - Murina harpioloides
    - Murina harrisoni
    - Murina hilgendorfi
    - Murina huttoni
    - Murina leucogaster: Dơi mũi ống lớn
    - Murina puta
    - Murina recondita
    - Murina rozendaali
    - Murina ryukyuana
    - Murina silvatica
    - Murina suilla
    - Murina tenebrosa
    - Murina tiensa
    - Murina tubinaris: Dơi mũi ống lông chân
    - Murina ussuriensis
- Phân họ Myotinae
  - Chi Cistugo
    - Cistugo lesueuri
    - Cistugo seabrai

  - Chi Myotis
    - Phân chi Myotis
      - Myotis altarium
      - Myotis anjouanensis
      - Myotis auriculus
      - Myotis bechsteini
      - Myotis blythii
      - Myotis chinensis
      - Myotis dieteri
      - Myotis emarginatus
      - Myotis escalerai
      - Myotis evotis
      - Myotis goudoti
      - Myotis keenii
      - Myotis morrisi
      - Myotis myotis
      - Myotis pequinius
      - Myotis punicus
      - Myotis septentrionalis
      - Myotis sicarius
      - Myotis thysanodes
      - Myotis tricolor

    - Phân chi Chrysopteron
      - Myotis flavus
      - Myotis formosus
      - Myotis hermani
      - Myotis rufopictus (previously was considered as Myotis formosus subspecies)
      - Myotis welwitschii

    - Phân chi Selysius
      - Myotis alcathoe
      - Myotis annectans
      - Myotis atacamensis
      - Myotis ater
      - Myotis aurascens
      - Myotis australis
      - Myotis brandti
      - Myotis bucharensis
      - Myotis californicus
      - Myotis carteri (có thể là phân loài của Myotis nigricans)
      - Myotis ciliolabrum
      - Myotis davidii
      - Myotis dominicensis
      - Myotis elegans
      - Myotis findleyi
      - Myotis frater
      - Myotis gomantongensis
      - Myotis hajastanicus
      - Myotis hosonoi
      - Myotis ikonnikovi
      - Myotis insularum
      - Myotis keaysi
      - Myotis latirostris
      - Myotis leibii
      - Myotis martiniquensis
      - Myotis melanorhinus
      - Myotis muricola
      - Myotis mystacinus: Dơi tai có ria
      - Myotis nesopolus
      - Myotis nigricans
      - Myotis nipalensis
      - Myotis oreias
      - Myotis ozensis
      - Myotis phanluongi
      - Myotis planiceps
      - Myotis ridleyi
      - Myotis rosseti
      - Myotis scotti
      - Myotis siligorensis: Dơi tai sọ cao
      - Myotis sodalis
      - Myotis yanbarensis
      - Myotis yesoensis

    - Phân chi Isotus
      - Myotis bombinus
      - Myotis nattereri
      - Myotis schaubi

    - Phân chi Leuconoe
      - Myotis adversus
      - Myotis aelleni
      - Myotis albescens
      - Myotis annamiticus
      - Myotis austroriparius
      - Myotis bocagii
      - Myotis capaccinii
      - Myotis chiloensis
      - Myotis cobanensis
      - Myotis csorbai
      - Myotis dinellii
      - Myotis dasycneme
      - Myotis daubentoni
      - Myotis fimbriatus
      - Myotis fortidens
      - Myotis grisescens
      - Myotis hasseltii
      - Myotis horsfieldii
      - Myotis laniger
      - Myotis levis
      - Myotis longipes
      - Myotis lucifugus
      - Myotis macrodactylus
      - Myotis macropus
      - Myotis macrotarsus
      - Myotis moluccarum
      - Myotis montivagus
      - Myotis occultus
      - Myotis oxyotus
      - Myotis peninsularis
      - Myotis petax
      - Myotis pruinosus
      - Myotis ricketti
      - Myotis riparius
      - Myotis ruber
      - Myotis simus
      - Myotis stalkeri
      - Myotis velifer
      - Myotis volans
      - Myotis yumanensis

    - Phân chi Pizonyx
      - Myotis vivesi: Dơi ăn cá

  - Chi Lasionycteris
    - Lasionycteris noctivagans
- Phân họ Kerivoulinae
  - Chi Kerivoula
    - Kerivoula africana
    - Kerivoula agnella
    - Kerivoula argentata
    - Kerivoula cuprosa
    - Kerivoula eriophora
    - Kerivoula flora
    - Kerivoula hardwickii
    - Kerivoula intermedia
    - Kerivoula kachinensis
    - Kerivoula krauensis
    - Kerivoula lanosa
    - Kerivoula lenis
    - Kerivoula minuta
    - Kerivoula muscina
    - Kerivoula myrella
    - Kerivoula papillosa
    - Kerivoula pellucida
    - Kerivoula phalaena
    - Kerivoula picta
    - Kerivoula smithii
    - Kerivoula titania
    - Kerivoula whiteheadi

  - Chi Phoniscus
    - Phoniscus aerosa
    - Phoniscus atrox
    - Phoniscus jagorii
    - Phoniscus papuensis

## Hình ảnh

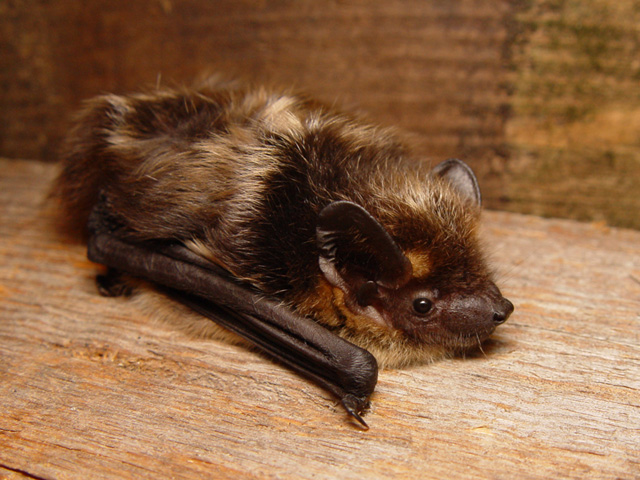
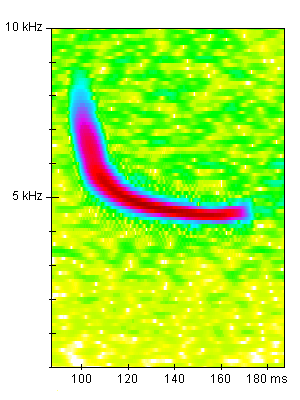
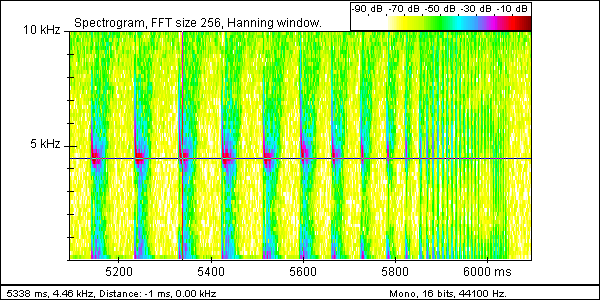